# Episodi di Omicidi a Sandhamn (prima stagione)
La prima stagione della serie televisiva Omicidi a Sandhamn è composta da 3 episodi che compongono un unico arco narrativo; sono andati in onda in Svezia dal 20 al 22 dicembre 2010 sul canale TV4. 
In Italia la serie è stata trasmessa in prima visione su Giallo il 5 settembre 2014.
| nº | Titolo originale             | Titolo italiano                | Prima TV Svezia  | Prima TV Italia  |
| -- | ---------------------------- | ------------------------------ | ---------------- | ---------------- |
| 1  | I de lugnaste vatten - Del 1 | Il corpo che affiora - Parte 1 | 20 dicembre 2010 | 5 settembre 2014 |
| 2  | I de lugnaste vatten - Del 2 | Il corpo che affiora - Parte 2 | 21 dicembre 2010 | 5 settembre 2014 |
| 3  | I de lugnaste vatten - Del 3 | Il corpo che affiora - Parte 3 | 22 dicembre 2010 | 5 settembre 2014 |